# 芭芭拉·謝特
芭芭拉·謝特（Barbara Schett，1976年3月10日—）是奧地利的優秀女子網球選手之一，最高單打世界排名為第七位（1999年9月13日）。
她擁有三個單打冠軍，並在2002年1月2日至3日參加由香港網球贊助人協會舉辦的香港女子網球挑戰賽2002。
2005年，她在澳洲網球公開賽的單打首圈輸給斯洛伐克的達妮埃拉·漢圖霍娃後宣佈退役。

## 近況
她在2007年7月29日嫁給她的混雙拍檔——澳洲前男子選手乔舒亚·伊格尔，並在2008年12月30日誕下一名兒子。
她現在是歐洲體育的記者。

## 外部連結
- 官方网站（德文）（英文）
- 芭芭拉·謝特的国际女子网球协会官方資料（英文）
- 芭芭拉·謝特的國際網球總會 職業／青少年 官方資料（英文）
- Fed Cup - Player profile - Barbara SCHETT (AUT) （页面存档备份，存于）